# Ancien palais de justice de Komotiní
L'ancien palais de justice de Komotiní (grec moderne : παλαιό δικαστικό μέγαρο Κομοτηνής) est un ancien palais de justice situé dans la ville de Komotiní, en Grèce. Il semble que l'ancien palais de justice de Komotiní ait été construit en 1870 par un architecte d'origine néerlandaise en tant que bâtiment administratif de l'administration ottomane de Gümülcine. De nos jours, il est situé à proximité du nouveau palais de justice, dans le centre-ville de Komotiní. La construction du bâtiment administratif précède d'autres édifices civils importants dans la ville, comme la tour de l'horloge construite en 1884. Aucune trace écrite n'est conservé concernant ce bâtiment car, lors de leur départ en 1944, les autorités d'occupation bulgares procèdent à la destruction de l'ensemble des documents. Sur le plan architectural, le bâtiment présente un mélange de styles architecturaux, caractéristique de l'éclectisme, et est considéré comme un bâtiment typique de l'administration ottomane, similaire à des bâtiments situés à Istanbul.

## Histoire
Le bâtiment sert de siège à l'administration ottomane au cours de la période entre 1870 et 1913. Au cours de cette période, Gümülcine est un sandjak du vilayet d'Edirne. Le sandjak compte, entre-autres, les caza des nomes actuels de Rhodope, de Xánthi, ainsi que la partie sud de la province de Haskovo, aujourd'hui située en Bulgarie. Après la cession de la ville aux Bulgares par le traité de Bucarest en 1913, ce bâtiment abrite l'administration de la ville jusqu'en 1919. Après 1920, à la suite des traités de Neuilly et de Sèvres, la Thrace est rattachée à la Grèce et Komotiní est libérée par la 9e division de Serrès, sous le commandement de Pamíkos Zymvrakákis. Ce dernier reçoit la reddition de la ville au sein de l'ancien palais de justice. Par la suite, le bâtiment devient le siège de l'administration grecque de Thrace, qui compte sous son contrôle les provinces de Komotiní, de Sápes, ainsi que de Xánthi. Après 1922 et la signature du traité de Lausanne en 1923, le bâtiment accueille, désormais, les autorités judiciaires locales, qui y restent jusqu'en 2004. De nos jours, le bâtiment reste abandonné, malgré une proposition visant à en faire le premier musée judiciaire de Grèce.